# Кванкеро
Кванкеро (рос. Кванкеро) — село Ахвахського району, Дагестану Росії. Входить до складу муніципального утворення Сільрада Тад-Магітлинська.
Населення — 368 (2010).

## Населення
За даними перепису населення 2002 року в селі мешкало 369 осіб. У тому числі 173 (46,88 %) чоловіка та 196 (53,12 %) жінок.
Переважна більшість мешканців — авахці (95 % усіх мешканців). У селі переважає ахвахська мова.